# Saint-Prix (Ardèche)
Saint-Prix è un comune francese di 266 abitanti situato nel dipartimento dell'Ardèche della regione dell'Alvernia-Rodano-Alpi.

## Società

### Evoluzione demografica
Abitanti censiti